# Guido-Magnus Pierskalla
Guido-Magnus Pierskalla ist ein deutscher Journalist und Fernsehmoderator.

## Leben
Pierskalla absolvierte nach dem Abitur ein Studium der Sportpublizistik. Von 1988 bis 1991 war er in der Sportredaktion von RTL tätig und begleitete dabei die Berichterstattung über die Fußball-Bundesliga. Im Oktober 1991 wechselte er zum neugegründeten Mitteldeutschen Rundfunk nach Dresden in das Landesfunkhaus Sachsen. Pierskalla ist als Moderator von Sport im Osten tätig und moderiert die Sportberichterstattung bei MDR aktuell. Für die ARD verantwortet er zudem als Redakteur die Berichterstattung für Bobsport und Skeleton bei Weltmeisterschaften und Olympischen Winterspielen.
Guido-Magnus Pierskalla lebt in Leipzig.